# Sumatra-Nashorn
Das Sumatra-Nashorn (Dicerorhinus sumatrensis) ist das kleinste und urtümlichste der fünf heute lebenden Arten aus der Familie der Nashörner (Rhinocerotidae). Es ist durch zwei Hörner charakterisiert und besitzt als einzige Nashornart eine mehr oder weniger dichte Behaarung. Entgegen seinem Namen ist das Vorkommen des Tieres nicht auf die Insel Sumatra beschränkt, vielmehr kam es in weiten Teilen Südostasiens vor, ist aber inzwischen dort weitgehend ausgerottet. Die gegenwärtige Population wird auf weniger als 80 Individuen geschätzt. Zwei engagierte Schutzprogramme in Indonesien und Malaysia versuchen den Nashornvertreter vor dem Aussterben zu bewahren. Die letzten Vorkommen in Malaysia wurden aber Ende 2019 für erloschen erklärt, sodass die Art nur noch in Indonesien verbreitet ist. Die Nashornart lebt weitgehend einzelgängerisch in tropischen Regenwäldern und ernährt sich von weicher Pflanzenkost. Bekannt ist das Sumatra-Nashorn für seine umfangreiche Lautkommunikation.

## Merkmale

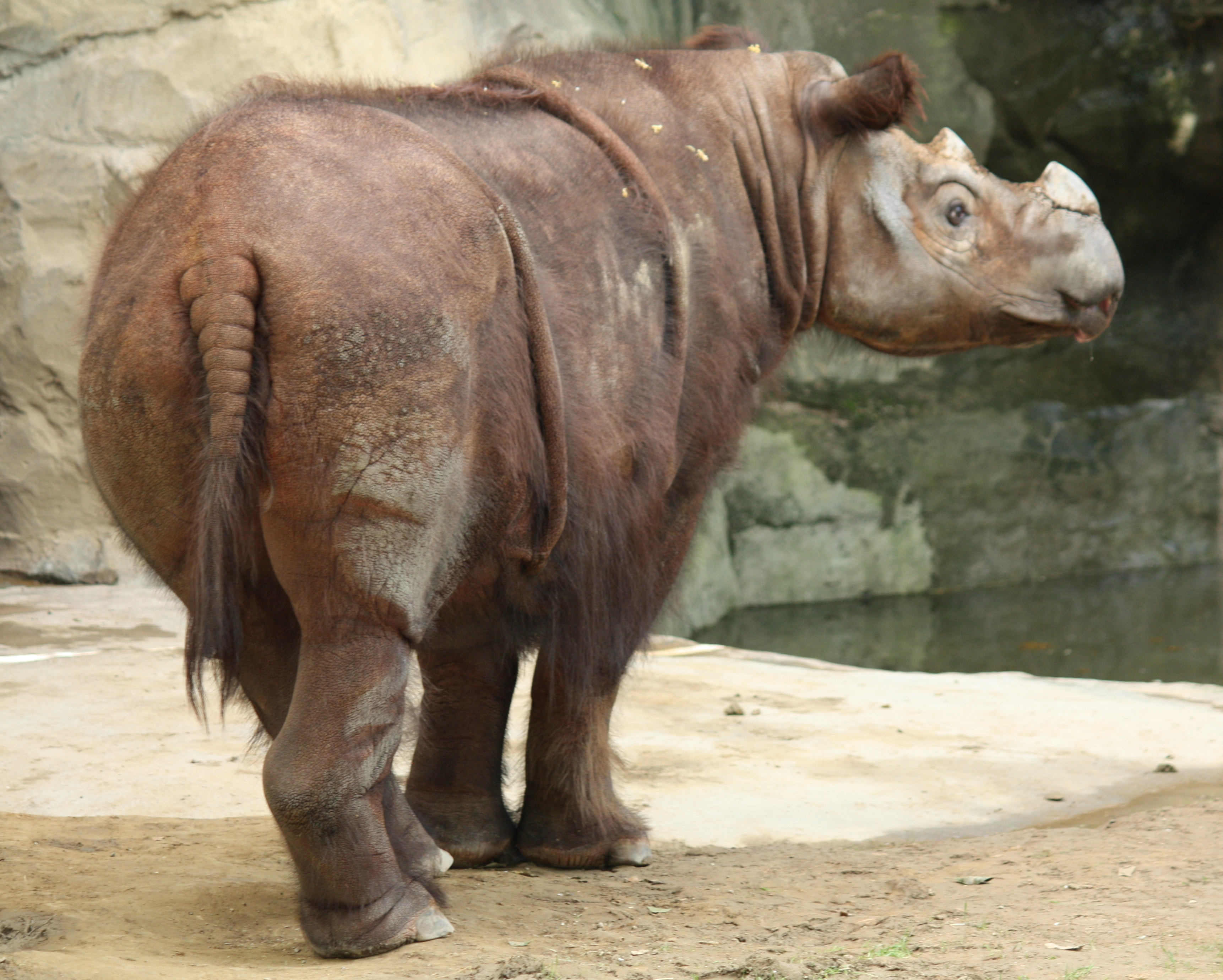
Das Sumatra-Nashorn, die kleinste und ursprünglichste rezente Nashornart.

Zahlreiche Merkmale unterscheiden das Sumatra-Nashorn von anderen Nashörnern. Mit einer Kopf-Rumpf-Länge von 2,5 bis 3,2 m (hinzu kommt ein bis zu 60 cm langer Schwanz), einer Schulterhöhe von 1,2 bis 1,4 m und einem Gewicht von 500 bis 800 kg ist es die kleinste noch heute lebende Nashornart. Es weist einen im Vergleich kurzen, aber kräftigen Körper auf. Die Haut ist zwischen 1 und 1,6 cm dick, sehr weich und rötlich-braun gefärbt. Zwei charakteristische Hautfalten umlaufen den Körper vertikal hinter den Vorder- und vor den Hinterbeinen. Kleinere Falten befinden sich auch im Nacken und im oberen Bereich der Gliedmaßen. Insgesamt ist die Hautfaltung aber weniger ausgeprägt als bei den anderen asiatischen Nashornarten. Auffällig ist weiterhin die verhältnismäßig starke Behaarung des Körpers, die bei Jungtieren sehr dicht, aber auch bei jungen Alttieren noch vorhanden ist und ebenfalls eine rotbraune Färbung besitzt. Bei älteren Individuen färbt sich das Haar häufig schwarz und wird spärlicher. Weitere Haarbüschel befinden sich an den Ohrenspitzen und am Ende des Schwanzes. Unterhautfett tritt bei wild lebenden Tieren nur äußerst selten auf. Auffällig ist auch die spitz zulaufende und bewegliche Oberlippe, die zum Abrupfen der Pflanzennahrung dient.
Im Unterschied zu den anderen asiatischen Nashornarten (Java-Nashorn, Panzernashorn) hat das Sumatra-Nashorn zwei Hörner, die in der Regel dunkelbraun oder schwarzbraun gefärbt sind. Das vordere Horn (Nasalhorn) ist dabei 15 bis 25 cm lang und weist überwiegend eine konische Form auf mit einer teils rückwärts gerichteten Spitze. Das längste jemals gefundene Horn besaß eine über die Krümmung gemessene Länge von 81 cm. Das hintere Horn (Frontalhorn) dagegen ist meist nur eine stumpfe Erhöhung. Die Hörner bestehen wie bei allen Nashörnern aus Keratin, das sich aus tausenden fadenartigen Strängen (Filamente) zusammensetzt und so eine hohe Festigkeit erhält. Ähnlich wie Hufe oder Haare wächst es das gesamte Leben lang, auch wenn es beschädigt wird.
Der Schädel des Sumatra-Nashorns ist mit 70 bis 80 cm sehr langgestreckt und zusätzlich schmal, seine Nasen-Stirn-Linie verläuft eher gerade und ist nicht so tief eingesattelt wie bei den anderen asiatischen Nashornarten. Das Hinterhauptsbein weist eine eher rechtwinklige Form auf und bewirkt eine deutlich aufrechte Kopfhaltung, die aber nicht so stark ausfällt wie bei den anderen asiatischen Nashörnern. Die Augenhöhle befindet sich im Bereich des ersten Molaren. Charakteristisch ist eine im Vorderteil teilweise verknöcherte Nasenscheidewand, was bei den anderen rezenten Arten nur sehr selten auftritt. Wie alle asiatischen Nashörner besitzt auch das Sumatra-Nashorn eine, wenn auch reduzierte, vordere Bezahnung. Die Zahnformel für ausgewachsene Tiere lautet: {\displaystyle {\frac {1.0.3.3.}{1.0.3.3.}}}, wobei im Milchgebiss noch ein weiterer Prämolar ausgebildet ist. Die unteren Schneidezähne ragen dolchartig nach vorn und sind sehr spitz, die oberen dagegen sind abgeflacht und stehen senkrecht im Kiefer. Manchmal finden sich noch Alveolen weiterer Schneidezähne bei ausgewachsenen Exemplaren. Die Molaren haben eher niedrige bis moderat hohe Zahnkronen und besitzen einen hohen Anteil an Zahnschmelz.
Das Sumatra-Nashorn vermag mit zahlreichen Lauten zu kommunizieren und ist allgemein sehr „gesprächig“. Vor allem während der Nahrungsaufnahme oder im allgemein zufriedenen Zustand gibt ein ungestörtes Tier ein ständiges und unentwegtes Quietschen von sich. Ein summender Laut wird bei Freude oder Vorfreude ausgestoßen und ist häufig bei schlammbadenden Tieren zu vernehmen. Ist das Tier verschreckt oder gestört, schnaubt es laut, bei Schmerz ertönt ein Wimmern oder ebenfalls ein Quietschen. Einige Laute liegen auch im Infraschallbereich bzw. ähneln den Gesängen von Buckelwalen. Die Vielzahl der Laute gilt als wichtig für eine Kommunikation im dichten tropischen Regenwald.
Weiterhin besitzt das Sumatra-Nashorn nur einen sehr eingeschränkten Sehsinn, während der Geruchssinn und das Gehör außerordentlich gut ausgebildet sind.

## Verbreitung und Unterarten

Vorkommen des Sumatra-Nashorns:

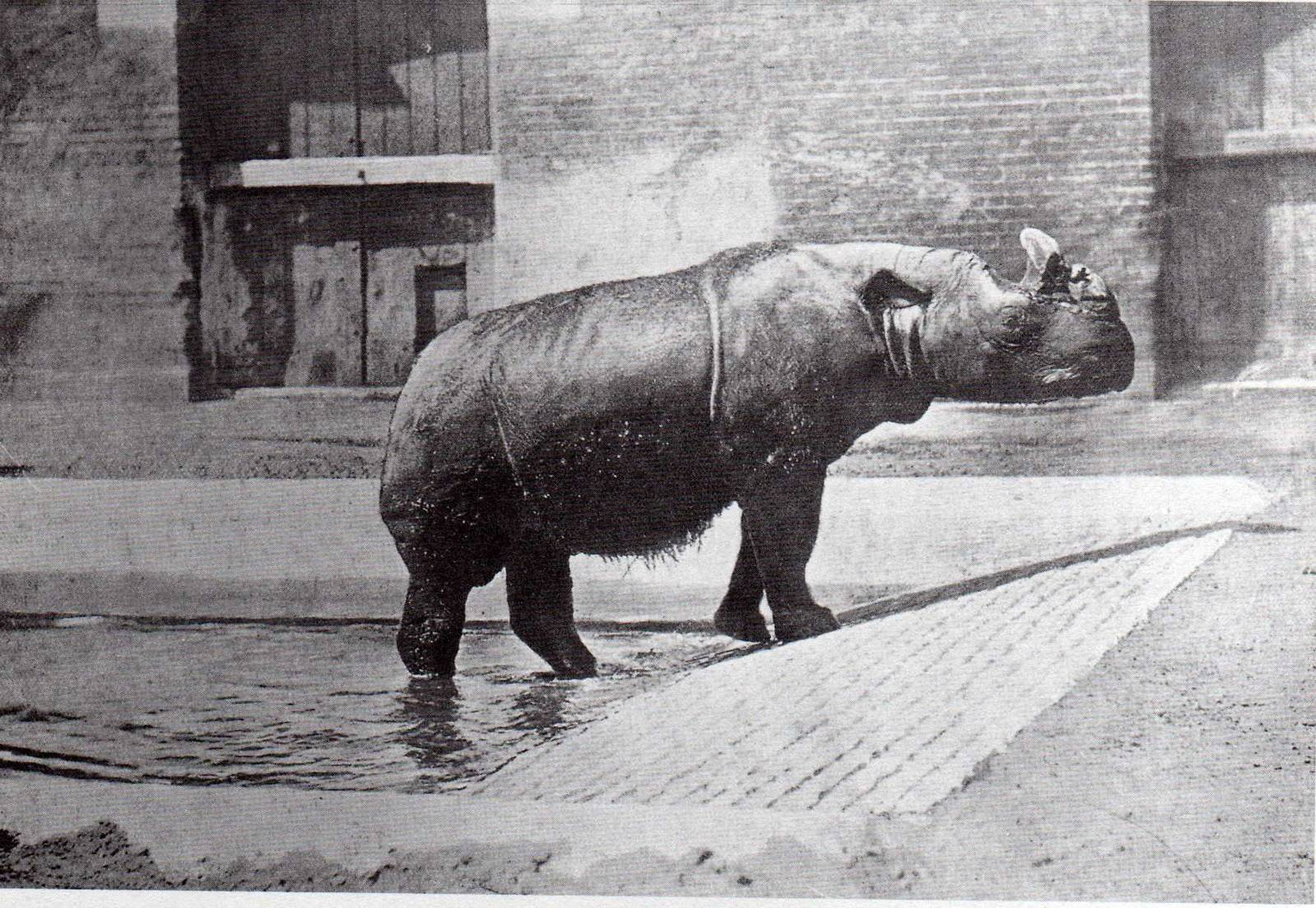
Das Weibchen Begum (Foto: Zoo London, um 1890) ist das Typusexemplar der ausgestorbenen Unterart D. s. lasiotis.

Das Sumatra-Nashorn bewohnt dichten tropischen Regenwald und gemäßigt-warmen Bergwald. Es kommt somit sowohl im Tief- als auch im Hochland bis zu Höhenlagen über 2.000 m vor. Dabei ist es äußerst beweglich und vermag auch steile Berghänge zu erklimmen. Das ursprüngliche Verbreitungsgebiet reichte vom Fuß des Himalajas in Bhutan und dem äußersten Osten Indiens über Bangladesch, Myanmar, Thailand bis auf die Malaiische Halbinsel und umfasste auch die Inseln Sumatra und Borneo. Eine ursprüngliche Verbreitung auch von Kambodscha bis nach Vietnam ist fraglich.
Gegenwärtig kommt das Sumatra-Nashorn nur in weit verstreuten Populationen in Indonesien vor. Experten schätzen, dass die gesamte Bestandszahl weniger als 80 Tiere umfasst, möglicherweise weniger. Dabei leben drei größere Gruppen im Gunung Leuser Nationalpark (18–30 Tiere), im Bukit Barisan Selatan Nationalpark (4–15 Tiere) und im Way Kambas Nationalpark auf Sumatra (15–30 Tiere). Bis in die 2000er Jahre hinein gab es auch noch eine kleine Population von 20 bis 35 Tieren im Taman Negara auf der Malaiischen Halbinsel, was ungefähr die Hälfte des Gesamtbestandes der Halbinsel ausmachte. Allerdings fehlen hier weitgehend bis auf Ausnahmen konkrete Nachweise aus der Zeit ab dem Jahr 2008. Eine Studie aus dem Jahr 2015 kam zu dem Schluss, dass das Sumatra-Nashorn auf der Malaiischen Halbinsel mittlerweile aufgrund von Wilderei ausgestorben ist. Im Jahr 2019 wurde das Sumatra-Nashorn in Malaysia für ausgestorben erklärt, nachdem das letzte Exemplar in Gefangenschaft verendete.
Räumlich weit getrennt lebte im Jahr 2011 noch ein kleiner Bestand von rund 15 Tieren im Tabin-Wildreservat und möglicherweise ebenso viele Individuen im Schutzgebiet Lembah Danum im Nordosten von Borneo. Im März 2016 wurde im indonesischen Teil Borneos ein Sumatra-Nashorn gesichtet und eingefangen, das allerdings nach kurzer Zeit in Gefangenschaft verstarb. Diese Gebiete umfassen teilweise natürliche Sumpflandschaften und sekundäre Wälder. Das Biotop ist dabei ähnlich jenem letzten Refugium des Java-Nashorns (Rhinoceros sondaicus), die Schutzgebiete für das Sumatra-Nashorn werden aber nur zum Teil als optimal für die Tierart angesehen.
Im Jahr 2015 wurde geschätzt, dass die Gesamtzahl aller in freier Wildbahn lebenden Sumatra-Nashörner weniger als 100 Tiere ausmacht. Diese Population verteilt sich auf drei weit auseinanderliegende Schutzgebiete. Zusätzlich zur Wildpopulation gab es sechs Sumatra-Nashörner in zwei Zoos (eines im Zoo von Cincinnati in den USA und fünf weitere im Sumatran Rhino Sanctuary auf Sumatra). Wissenschaftler argumentieren, dass ein Überleben des Sumatra-Nashorns aufgrund von dessen geringer natürlicher Reproduktionsrate und der bisher nicht wirklich gelungenen Nachzucht in Zoos nur dann gewährleistet ist, wenn die verbliebenen kleinen Populationen (einschließlich der in Menschenobhut gehaltenen Tiere) im Rahmen eines Gesamtkonzeptes „gemanagt“ werden.
Man unterteilt das Sumatra-Nashorn in zwei rezente Unterarten:
- Dicerorhinus sumatrensis sumatrensis (Fischer, 1814) Westliches Sumatra-Nashorn auf dem Festland Südostasiens und auf Sumatra, stellt die körperlich größte Unterart dar, besitzt aber relativ kleine Zähne;
- Dicerorhinus sumatrensis harrissoni (Groves, 1965) Östliches Sumatra- oder Borneo/Sabah-Nashorn auf Borneo, ist deutlich kleiner als die westliche Unterart.

Daneben werden zwei ausgestorbene Unterarten unterschieden:
- †Dicerorhinus sumatrensis lasiotus (Buckland, 1872) Nördliches Sumatra-Nashorn in Bangladesch, Indien und Myanmar, ähnelte D. s. s., hatte jedoch größere Zähne;
- †Dicerorhinus sumatrensis eugenei (Sody, 1946) Unterart mit sehr großen Zähnen, die Typuslokalität stellen die Padang-Höhlen auf Sumatra dar.[1][19]

## Lebensweise

### Territorialverhalten

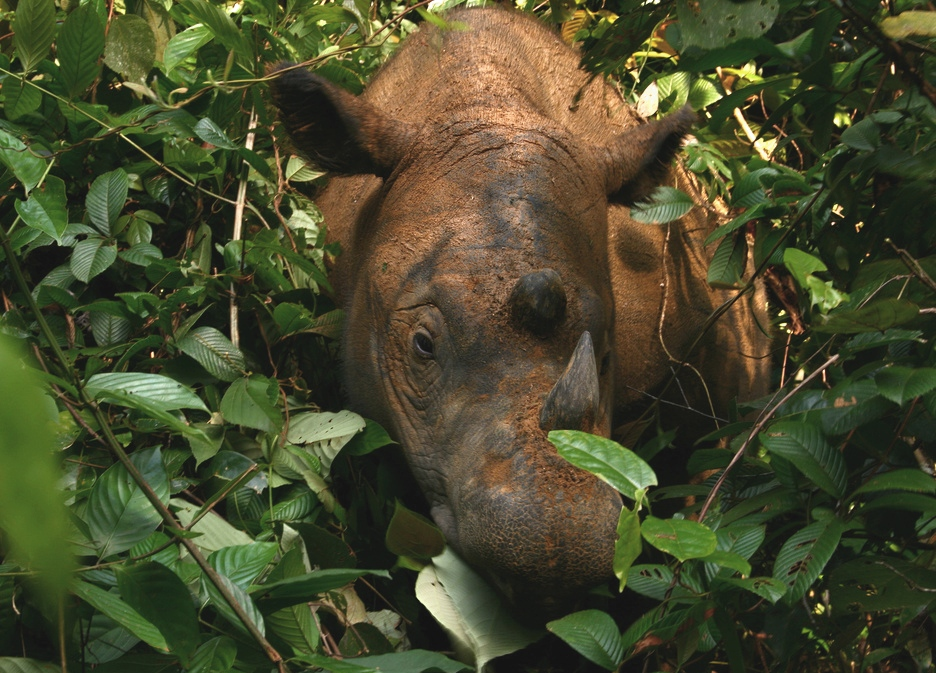
Aufnahme im Nationalpark Way Kambas auf Sumatra.

Als territoriale Einzelgänger bilden Bullen und Kühe nur zur Paarungszeit eine kurze Verbindung. Die Tiere sind in der Regel nacht- und dämmerungsaktiv. Bullen unterhalten große Reviere, die bis zu 50 km² umfassen und sich teilweise überlappen können. Die Territorien der Kühe sind mit 10 bis 15 km² wesentlich kleiner. Meist enthalten die Reviere einen oder mehrere Suhlplätze oder Tümpel im Zentrum, die etwa 3 bis 15 m² groß sind. Die Vegetation um diese Tümpel wird dabei auf einer Breite von 10 bis 35 m niedergetrampelt, und der freie Raum dient als Ruheplatz. Die Reviergrenzen sind allerdings eher locker definiert, da die Tiere saisonal wandern und während der Monsunzeit oft höher gelegene Regionen aufsuchen.
Über Territorialkämpfe unter den Tieren ist wenig bekannt, in der Kernregion eines Reviers werden aber Artgenossen nicht geduldet. Kommt es zu Kämpfen, werden offenbar die Hörner dabei nicht eingesetzt, sondern die scharfen Unterkieferschneidezähne, die als Beißwaffen dienen und tiefe Wunden hervorrufen. Die Reviere, vor allem die Pfade, auf denen die Tiere zu den einzelnen Nahrungs- und Aktivitätsplätzen laufen, werden mit Kot, Urin und Kratzspuren markiert. Manchmal dienen auch umgeknickte Schösslinge als Hinweise. Vor allem der Dung stellt das häufigste innerartliche Kommunikationsmittel dar. Kollektive Dunghaufen wie beim Panzernashorn (Rhinoceros unicornis) wurden kaum festgestellt, was jedoch möglicherweise ein Resultat der geringen Verbreitungsdichte ist, da einzelne Tiere gelegentlich einen Abfallhaufen neben einen bereits vorhandenen setzen. Diesen verteilen Bullen dann manchmal auch mit den Hinterfüßen in der Umgebung. Duftdrüsen an den Füßen zur Markierung des Territoriums sind beim Sumatra-Nashorn nicht nachgewiesen.
Ein aufgeschrecktes Sumatra-Nashorn kann sehr schnell rennen und verfällt in Galopp. Dabei lässt es sich auch nicht durch die dichte Waldvegetation hindern und überwindet Hindernisse wie kleine Bäume und Sträucher sehr leicht.

### Ernährung

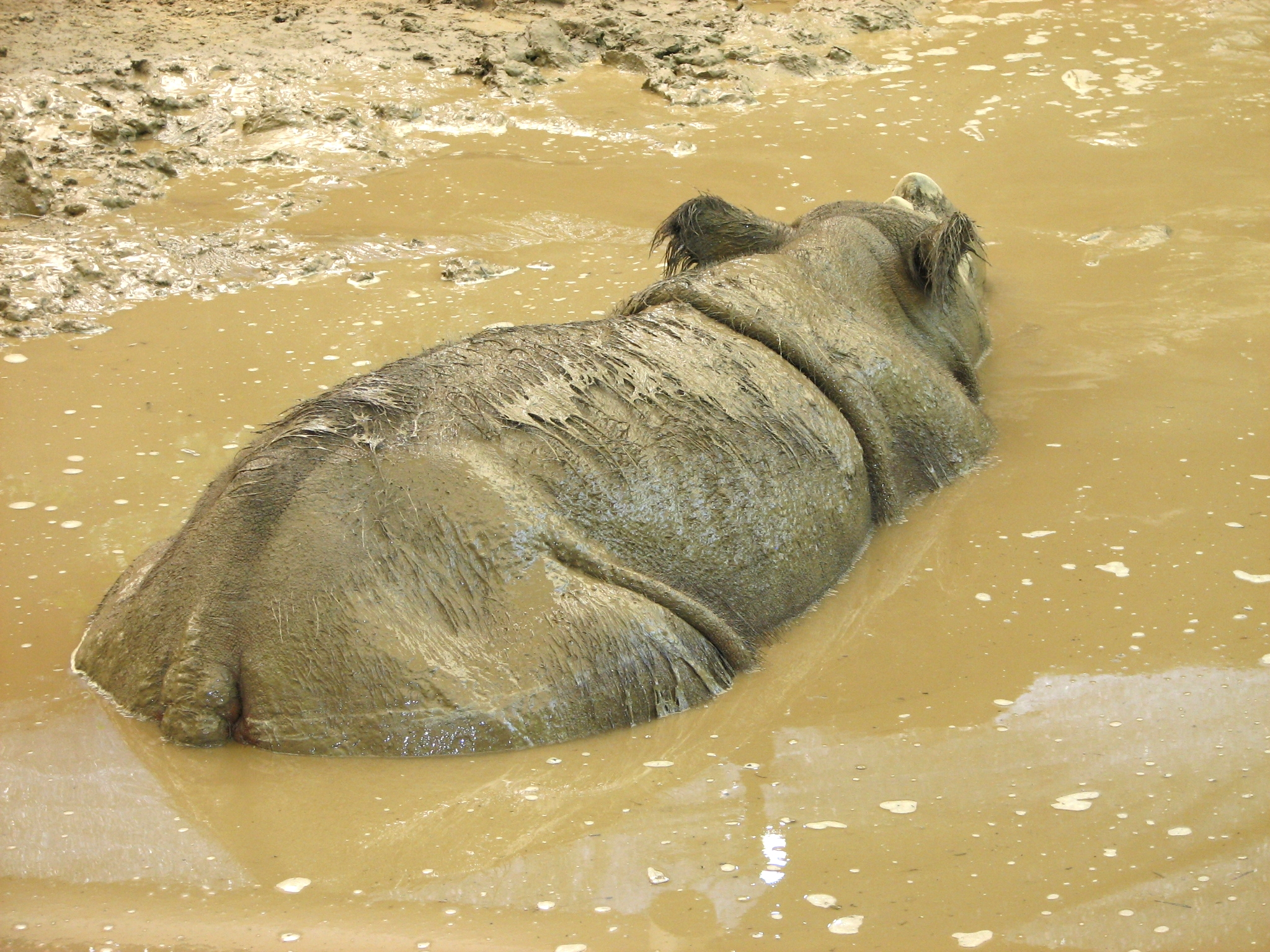
Badendes Sumatra-Nashorn im Zoo von Cincinnati

Das Sumatra-Nashorn ernährt sich hauptsächlich von weicher Pflanzenkost (browsing) und bevorzugt Blätter, Zweige, Äste, Rinde, Früchte und Samen. Es sind mehrere hundert Pflanzenarten nachgewiesen, die die Nashornart verzehrt. Besonders häufig weidet das Tier an Brennnesselgewächsen wie Laportea oder Sumachgewächsen wie Glutarengha, aber auch Mangos, Bambus und Feigen gehören zu den hauptsächlichen Nahrungspflanzen. Dabei nutzt das Sumatra-Nashorn vor allem Stellen mit Sekundärbewuchs an Waldrändern, Waldschneisen oder Flussufern. Zur Nahrungsaufnahme werden häufig die Hörner benutzt, mit denen Äste zerbrochen werden. Auf dem Boden liegende Äste werden auch mit den Hufen zerdrückt. Die Nahrungsaufnahme findet dabei hauptsächlich zur Morgen- oder Abenddämmerung statt. Täglich frisst das Nashorn zwischen 50 und 60 kg Pflanzen, also etwa 10 % seines Körpergewichtes.
Weiterhin wichtig sind Schlammpfützen und Tümpel. Diese werden häufig mit Hilfe der Hörner vergrößert, was teilweise zu sehr tiefen Kuhlen führen kann. Dort verbringt das Tier meist zwei bis drei Stunden am Tag mit Baden. Dies ist einerseits für eine Thermoregulation notwendig, andererseits um aktiv Parasiten zu bekämpfen. Auch Salzlecken sind bedeutend für das Wohlbefinden des Sumatra-Nashorns. Sie bestehen häufig aus heißen oder mineralhaltigen Quellen und werden alle ein oder zwei Monate aufgesucht. Sie stellen auch wichtige soziale Kontaktpunkte dar, an denen Bullen brünftigen Kühen begegnen können.

### Fortpflanzung

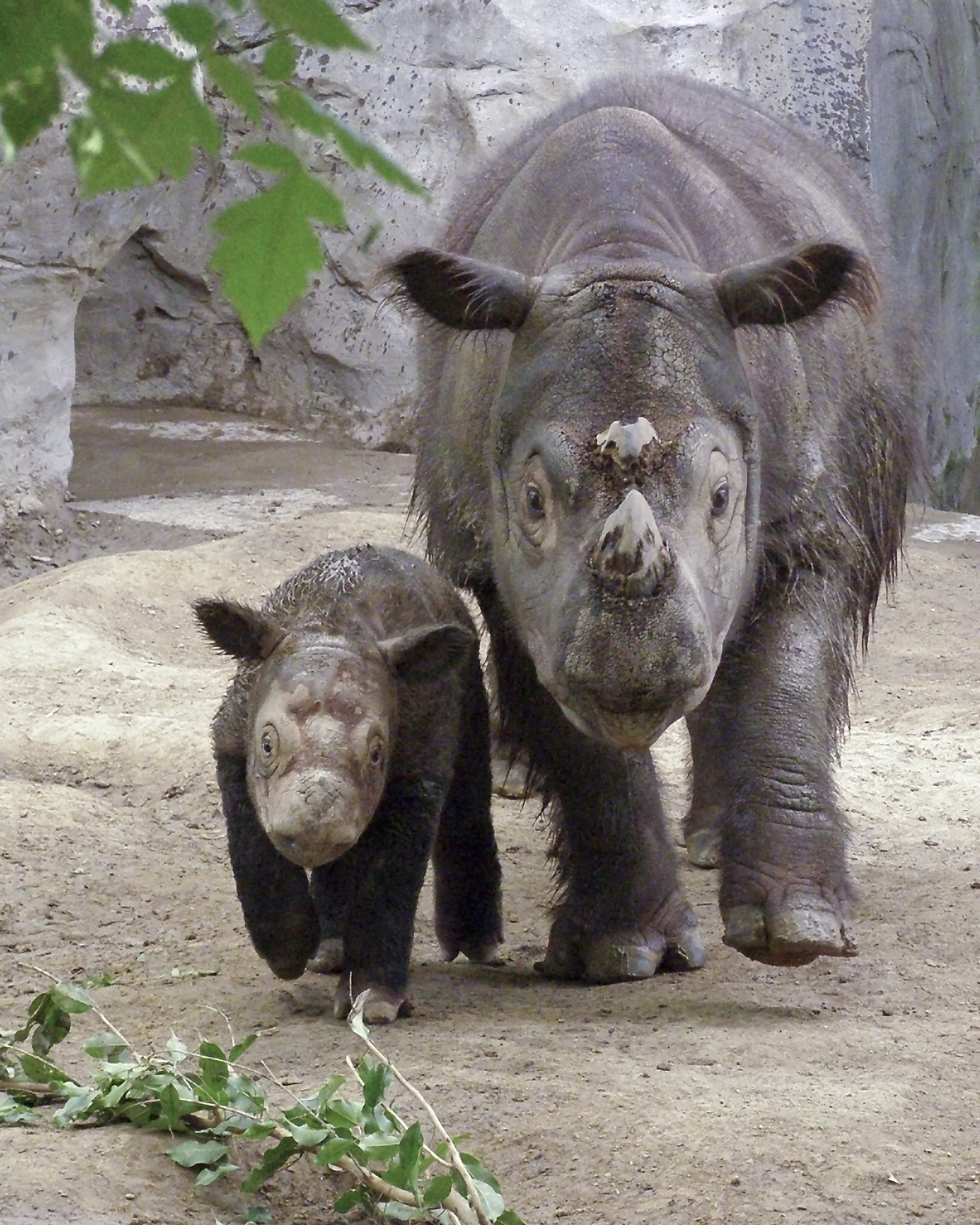
Mutter mit Kalb im Zoo von Cincinnati

Die Geburt freilebender Tiere ist bisher nicht direkt beobachtet worden, die meisten Informationen zu Fortpflanzung und Wachstum stammen von den wenigen in Zoos zur Welt gekommenen Tieren. Kühe sind mit sechs bis sieben Jahren geschlechtsreif, Bullen erst mit etwa zehn. Brünftige Kühe lassen häufig Urin ab oder heben und schwingen den Schwanz. Während der Paarungszeit sind Bullen untereinander sehr aggressiv, und es kann zu Kämpfen kommen. Die Kontaktaufnahme zwischen Bullen und Kühen erfolgt über Berührungen an Kopf, Flanken oder Hinterbeinen und ist mit zahlreichen Lautäußerungen verbunden. Der eigentliche Geschlechtsakt beginnt mit dem Aufsitzen des Bullen, was bis zu 25-mal wiederholt werden kann.
Die Tragzeit dauert etwa 15 bis 16 Monate und liegt bei durchschnittlich 465 Tagen. Der Zeitraum zwischen zwei Geburten beträgt etwa vier bis fünf Jahre. Jedes Muttertier bringt lediglich ein Kalb zur Welt, welches zwischen 25 und 30 kg wiegt und bereits rund 60 cm hoch ist. Das Kalb besitzt dabei bereits eine 2 cm hohe Knubbe an der Stelle des vorderen Horns und trägt ein dichtes, dunkelfarbenes Haarkleid, welches sich erst im Laufe der Zeit rostbraun färbt.
In der Regel können die Kälber bereits eine halbe Stunde nach der Geburt stehen und nach einer Stunde laufen. Nach zwei bis drei Stunden fangen sie erstmals an, Milch zu saugen. Dabei wachsen sie anfangs rund 1 bis 2 kg täglich und wiegen nach einem Jahr schon rund 400 kg. Pflanzennahrung wird auch schon sehr früh aufgenommen, allerdings hält die Saugphase bis zu 13 Monate an.
Es wird angenommen, dass die Lebensdauer etwa 30 bis 45 Jahre umfasst. Das älteste bisher in Gefangenschaft lebende Tier wurde knapp 33 Jahre alt.

### Interaktionen mit anderen Tierarten
Ausgewachsene Tiere haben keine natürlichen Feinde. Jungtiere fallen gelegentlich Tigern und Wildhunden zum Opfer. Dies kommt aber sehr selten vor, da das Jungtier immer sehr dicht bei der Mutter bleibt. Wie beim Panzernashorn besteht eine enge positive biologische Verbindung zum Asiatischen Elefanten. Sie liegt hauptsächlich im Aufbrechen der Waldfronten seitens des Elefanten und der damit einhergehenden Schaffung offener Plätze mit Sekundärbewuchs, den das Sumatra-Nashorn nutzt.

### Parasiten
Zu den äußeren Parasiten gehören Zecken und Bremsen (vorwiegend aus der Gattung Tabanus). Besonders Zecken der Gattungen Haemaphysalis und Amblyomma befallen das Sumatra-Nashorn vor allem in den Falten im Nackenbereich und übertragen Krankheiten oder andere Parasiten. Zu den Endoparasiten gehören Saugwürmer (u. a. Fasciolidae) und Protozoen (u. a. Entamoeba).

## Systematik
Unter den lebenden Nashörnern hat das Sumatra-Nashorn keine engeren Verwandten. Es stellt aufgrund der Behaarung und der vorderen Bezahnung die ursprünglichste heute lebende Nashornart dar. Vor dem Aufkommen von DNA-Untersuchungen hielt man das Sumatra-Nashorn teilweise für einen Verwandten der beiden afrikanischen Arten, vor allem wegen der zwei Hörner. Doch wurde schon früh mit Hilfe anatomischer Untersuchungen eine stärkere Verwandtschaft zu den einhörnigen asiatischen Nashörnern festgestellt, die sich unter anderem aus dem Vorhandensein der vorderen Bezahnung ergibt. Dabei gehört die Gattung Dicerorhinus einer eigenständigen Untertribus, den Dicerorhinina, an, die aber manchmal auch ohne systematische Abgrenzung zur Gruppe der Rhinocerotina gestellt wird. Neuere molekulargenetische Untersuchungen bestätigten die Vermutung, dass die asiatischen Nashörner einen gemeinsamen Verwandtschaftskreis bilden, der sich vor etwa 15,6 bis 29 Millionen Jahren von den afrikanischen Nashörnern trennte. Die einhörnigen asiatischen Nashörner der Gattung Rhinoceros spalteten sich dann vor 26 bis 14,8 Millionen Jahren von der gemeinsamen Linie mit Dicerorhinus ab.
Die Dicerorhinina und vor allem Dicerorhinus bilden mit mehr als einem Dutzend Arten eine formenreiche Gruppe der zweihörnigen Nashörner, die von Miozän bis Pleistozän Eurasien bevölkerten. Die frühen Vertreter von Dicerorhinus werden häufig unterschiedlichen Gattungen, wie Lartetotherium oder Dihoplus zugewiesen, stellen in der Regel aber Synonyme dar. Zu den nächsten Verwandten des Sumatra-Nashorns innerhalb der Dicerorhinina gehört auch das mittel- bis spätpleistozäne Wollnashorn (Coelodonta antiquitatis), welches sich laut DNA-Untersuchungen vor mehr als 21 Millionen Jahren abgespalten hatte. Übereinstimmungen liegen hier vor allem in der Behaarung, der Schädelkonstruktion, der teilweise (Dicerorhinus) bis vollständigen (Coelodonta) Verknöcherung der Nasenscheidewand und Unterschieden beim Fehlen der vorderen Bezahnung. Letzteres wiederum verbindet Coelodonta zuzüglich der ebenfalls gemeinsam auftretenden verknöcherten Nasenscheidewand mit der Gattung Stephanorhinus (gelegentlich auch Brandtorhinus genannt), welche gleichzeitig lebte und mit dem Steppennashorn (Stephanorhinus hemitoechus) und dem Waldnashorn (Stephanorhinus kirchbergensis) zwei ebenfalls relativ bekannte Vertreter der Dicerorhinini des Pleistozäns Eurasiens aufweist. Die nähere Verwandtschaft des Sumatra-Nashorns mit Coelodonta und Stephanorhinus bestätigen auch Proteinsequenzuntersuchungen.
Die ursprünglich anatomisch beschriebenen Unterarten des Sumatra-Nashorns weisen auch erhebliche genetische Unterschiede auf. Innerhalb der einzelnen heutigen, weitgehend getrennt lebenden Populationen lassen sich verschiedene Haplotypen unterscheiden. Dabei sind die Tiere der Malaiischen Halbinsel und Sumatras untereinander deutlich enger verwandt als mit den Vertretern Borneos. Die Aufspaltung der einzelnen Populationen muss dabei aber schon während der letzten Kaltzeit beginnend vor etwa 100.000 Jahren stattgefunden haben. Zu jener Zeit bildeten die Inseln des Sundaschelfes eine mehr oder weniger geschlossene Landmasse. Jedoch scheint es zwischen den westlichen und östlichen Populationen stärkere Migrationsbarrieren gegeben zu haben, möglicherweise in Form von Trockengebieten oder breiten, Nord-Süd verlaufenden Flusstälern. Innerhalb der westlichen Gruppe sind weiterhin jene der Malaiischen Halbinsel und Ostsumatras näher verwandt als zu jenen Westsumatras. Hier wirkte wohl das Barisangebirge als deutliche Grenze.

## Stammesgeschichte
Die Gattung Dicerorhinus trat erstmals am Übergang von Oligozän zum Miozän vor 20 bis 23 Millionen Jahren auf. Während des Miozäns und des Pliozäns war sie mit zahlreichen Arten über gesamt Eurasien und Afrika verbreitet. Dabei sind aber Fossilnachweise im südostasiatischen Raum rar. Über den phylogenetischen Vorgänger des Sumatra-Nashorn ist somit kaum etwas bekannt. Ein möglicherweise sehr naher Verwandter oder direkter Vorgänger ist Dicerorhinus gwebinensis aus dem Oberpliozän bis Unterpleistozän, welcher in den Ablagerungen einer Terrasse des Irrawaddy nahe dem Ort Gwebin in Myanmar gefunden wurde. Die Art trat dort gemeinsam mit anderen Nashörnern wie Brachypotherium und frühern Vertretern von Rhinoceros auf.
Auch über die weitere Stammesgeschichte des Sumatra-Nashorns ist wenig bekannt, da kaum fossile Funde vorliegen. Einer der frühesten fossilen Nachweise des Sumatra-Nashorns stammt aus der Gigantopithecus-Höhle von Liucheng (Autonomes Gebiet Guangxi, China) und ist dem Altpleistozän zuzuweisen. Darüber hinaus gibt es einzelne Funde aus dem Mittel- und Jungpleistozän von Indochina und den Malaiischen Inseln. Hierzu zählen solche aus den Niah-Höhlen auf Borneo, die rund 40.000 Jahre alt sind. Ein frühholozänes Alter haben Skelettreste aus den Padang-Höhlen auf Sumatra. Im weiteren Verlauf des Holozäns drang das Sumatra-Nashorn bis an den Nordrand des tibetischen Hochlands vor, wie genetische Analysen an Funden aus der rund 5200 Jahre alten spätneolithischen Siedlung von Shannashuzha in der chinesischen Provinz Gansu ergaben.

## Forschungsgeschichte

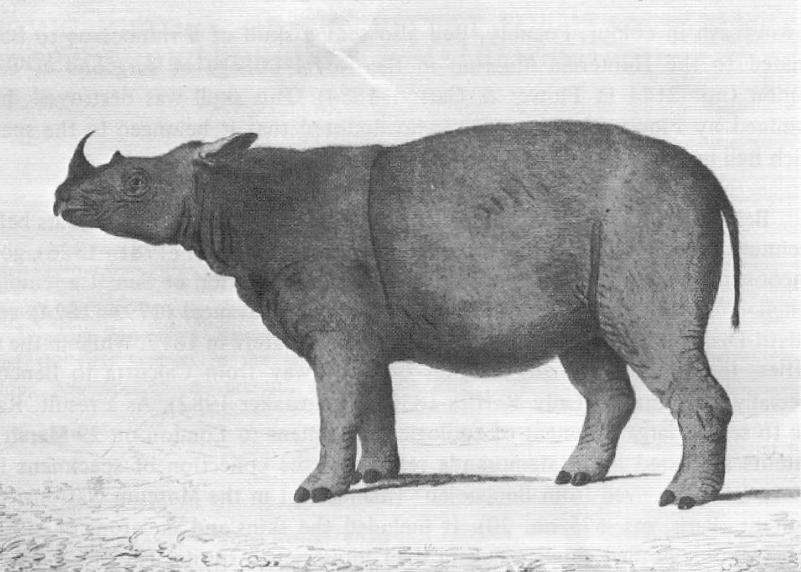
Zeichnung des Sumatra-Nashorns, die William Bell 1793 anfertigte.

Die ersten Aufzeichnungen eines Europäers über das Sumatra-Nashorn erfolgten 1793, als der Mediziner William Bell ein nahe Fort Malborough auf Sumatra erschossenes Exemplar untersuchte. Er fertigte Beschreibungen und eine Zeichnung an, die er Joseph Banks (1742–1820), dem damaligen Präsidenten der Royal Society, schickte. Dieser veröffentlichte die Aufzeichnungen wenig später. Die gültige wissenschaftliche Erstbeschreibung des Sumatra-Nashorns als Rhinoceros sumatrensis erbrachte aber erst 1814 der deutsche Naturforscher Gotthelf Fischer von Waldheim (1771–1853), zu jener Zeit Direktor des Museums für Naturgeschichte in Moskau. Den anerkannten wissenschaftlichen Gattungsnahmen Dicerorhinus führte der deutsche Biologe Constantin Wilhelm Lambert Gloger (1803–1863) im Jahr 1841 ein.
Das Sumatra-Nashorn wurde in der Forschungsgeschichte des Weiteren unter verschiedenen wissenschaftlichen Namen bekannt:
- Rhinoceros sumatrensis Fischer, 1814
- Rhinoceros sumatranus Raffles, 1822
- Rhinoceros crossii Gray, 1854
- Rhinoceros lasiotis Buckland, 1872
- Ceratorhinus blythii Gray. 1873
- Ceratorhinus niger Gray, 1873
- Rhinoceros malayanus Newman, 1874
- Rhinoceros borniensis McDougall, 1912
- Rhinoceros bicornis var. sinensis Laufer, 1914
- Didermocerus sumatrensis harrissoni Groves, 1965

## Bedrohung und Schutz
| Gebiet                                      | Bestandsgröße 1997 | Bestandsgröße 2011 (Annahmen) | Bestandsgröße 2019 (Annahmen) |
| ------------------------------------------- | ------------------ | ----------------------------- | ----------------------------- |
| Gunung-Leuser-Nationalpark, Sumatra         | 60                 | 60–80                         | 18–30                         |
| Bukit-Barisan-Selatan-Nationalpark, Sumatra | 22                 | 50–70                         | 4–15                          |
| Way-Kambas-Nationalpark, Sumatra            | 16                 | 27–33                         | 15–30                         |
| Kerinchi-Seblat-Nationalpark, Sumatra       | 28                 | 0                             | 0                             |
| Andere, Indonesien                          | 25                 | 10–15                         | 3?                            |
| Taman Negara, Malaysia                      | 44                 | 21–34                         | 0                             |
| Royal-Belum-State-Nationalpark, Malaysia    | 10                 | 12–13                         | 0                             |
| Endau-Rompin-Nationalpark, Malaysia         | 9                  | 1–2                           | 0                             |
| Lembah Danum, Malaysia                      | 11                 | 13–15                         | 0                             |
| Tabin-Wildreservat, Malaysia                | 20                 | 15                            | 0                             |
| Andere, Malaysia                            | 75                 | 7                             | 0                             |
| Gesamt                                      | 320                | 216–284                       | 40–78                         |

Das Sumatra-Nashorn wird von der IUCN als „vom Aussterben bedroht“ (critically endangered) eingestuft. Die Unterart D. s. lasiotus ist offenbar bereits ausgestorben, obwohl es gelegentlich Gerüchte über eine noch existierende kleine Population im Lassai-Trakt in Myanmar gibt. Das Borneo-Nashorn (Unterart D. s. harrissoni) war noch Anfang der 2000er Jahre mit weniger als 40 Individuen im malaysischen Bundesstaat Sabah erhalten, während die Unterart D. s. sumatrensis noch am weitesten verbreitet ist, zu diesem Zeitpunkt aber möglicherweise maximal auch nur 180 bis 200 Individuen zählte. Für das Jahr 2024 wird von einem Gesamtbestand mit 34 bis 47 Individuen ausgegangen, die auf mehrere kleinere Populationen in verschiedenen Nationalparks auf Sumatra verstreut leben. Keine dieser Einzelpopulationen umfasst mehr als 30 Individuen und lediglich jene des Gunung-Leuser-Nationalparks kann als ausreichend vital angesehen werden. In Malaysia gilt das Sumatra-Nashorn offiziell als ausgestorben. Am 23. November 2019 starb auf der Insel Borneo das letzte in Malaysia registrierte Sumatra-Nashorn, ein 25 Jahre altes weibliches Tier, das den Namen Iman verliehen bekommen hatte. Im Mai desselben Jahres war das letzte in Malaysia bekannte männliche Tier gestorben. Im indonesischen Teil Borneos, in Ostkalimantan, lebt eine Restpopulation des Borneo-Nashorns von weniger als einem halben Dutzend Tieren.
Die größten Bedrohungen für das Sumatra-Nashorn sind illegale Wilderei und Zerstörung des Lebensraumes verbunden mit der Ausbreitung menschlicher Siedlungen oder infolge von Wirtschaftsexpansion. Dabei geht eine besondere Gefährdung durch den Handel mit Hörnern aus, die zu Pulver zermahlen in der Traditionellen Chinesischen Medizin als Medikament gegen Fieber und Schmerzen eingesetzt werden. Historischen Quellen zufolge geht der Handel mit Hörnern mehr als 2000 Jahre zurück. Die Konsequenz war, dass der Bestand des Sumatra-Nashorns bis 1995 auf weniger als 300 Individuen zurückgegangen war. Problematisch ist dabei die starke Zersplitterung der Populationen, mit oft nur wenigen gebärfähigen Kühen, sodass die Stabilität einiger kleiner Gruppen nicht gewährleistet ist. Weiterhin ist das Intervall zwischen den einzelnen Geburten einer Kuh sehr lang, so dass solche Populationen nur sehr langsam anwachsen oder eher stagnieren und darüber hinaus stark anfällig sind gegen Naturkatastrophen und Epidemien.
Zum weiteren Schutz des Sumatra-Nashorns werden seit 1995 mit der Conservation strategy for Rhinos in South-east Asia unter Beteiligung der Asian Rhino Specialist Group und der International Rhino Foundation zwei Hauptstrategien verfolgt. Hierzu wurden zum einen die Sicherheitsstandards in den Schutzgebieten erhöht, indem geschultes Personal der Rhino Protection Units die Nashornreviere kontinuierlich kontrolliert und von Fallen säubert sowie Wilderer dingfest macht. Außerdem installierte man in den verschiedensten Gebieten ein System von Kamerafallen an strategisch wichtigen Stellen, die die Tiere sowohl beobachten sollen als auch die Möglichkeiten zum Studium geben. Als zentrale Schlüsselgebiete erwiesen sich hier die Nationalparks Bukit Barisan Selatan und Way Kambas auf Sumatra sowie das Tabin-Wildreservat und das Danum-Valley-Schutzgebiet auf Borneo. Mit Hilfe der Kamerafallen konnten in den letzten Jahren mehrmals neugeborene Kälber mit ihren Muttertieren in freier Wildbahn nachgewiesen werden.
Zum anderen sollen einzelne Tiere oder sehr kleine Bestände in andere Gebiete umgesiedelt werden, in welchen schon ein aktives Aufzuchtprogramm unter annähernd natürlichen Bedingungen geschaffen wurde. Hierfür gründeten Tierschützer 1997 das 100 ha große umzäunte Sumatran Rhino Sanctuary innerhalb des Way Kambas Nationalparks auf Sumatra, in dem mittlerweile fünf Nashörner leben und studiert werden. Jedes Tier besitzt dabei ein eigenständiges 20 ha großes Gehege und wird rund um die Uhr bewacht. Diese Nashörner stammen ursprünglich aus Zoobeständen und wurden hier eingeführt. Bereits zwischen 1984 und 1996 war ein ähnliches Programm mit insgesamt 40 Sumatra-Nashörnern durchgeführt worden. Es gilt aber als zum Teil gescheitert, da damals zu wenig über die Naturbedürfnisse der Tierart bekannt war und die Tiere zunächst keinen Nachwuchs in Gefangenschaft zeugten. Nachdem 20 Nashörner natürlich verstorben waren, wurde das Projekt letztendlich eingestellt. Während dieser Phase wurde lediglich ein Jungtier geboren, dessen Muttertier bereits während des Einfangens trächtig gewesen war. Erst nachdem das Projekt offiziell beendet worden war, kamen im Zoo von Cincinnati drei Nashörner zur Welt. Eines davon wurde inzwischen erfolgreich mit einem Weibchen in der Zuchtstation in Way Kambas verpaart, was 2012 zur Geburt eines gesunden Jungtieres führte (siehe unten). Ein ähnliches Projekt wie auf Sumatra wurde mit dem Borneo Rhino Sanctuary für die Nashörner Borneos ab 2009 beschlossen.
Im Laufe der letzten 200 Jahre wurden knapp 100 Sumatra-Nashörner in Zoologischen Gärten gehalten. Gegenwärtig leben insgesamt elf Tiere in Gefangenschaft, einschließlich der fünf im Sumatran Rhino Sanctuary und dreier Tiere im Borneo Rhino Sanctuary. Nur selten gelang aber bisher eine Geburt bei tiergärtnerisch gehaltenen Individuen, die erste erfolgte 1889 im Zoo von Kalkutta. Im gesamten 20. Jahrhundert gab es keine erfolgreiche Geburt. Erst 2001 wurde wieder die Geburt eines Sumatra-Nashorns in Menschenobhut im Zoo von Cincinnati gemeldet, der zwei weitere im gleichen Zoo folgten und einen ersten Erfolg im Zuchtprogramm des Sumatra-Nashorns darstellen. Bisher insgesamt fünf Geburten konnten zwischen 2012 und 2023 im Sumatran Rhino Sanctuary im Osten der Insel Sumatra verzeichnet werden.